# Kanton Chaudes-Aigues
Der Kanton Chaudes-Aigues war von 1790 bis 2015 ein französischer Wahlkreis im Département Cantal und in der damaligen Region Auvergne. Er umfasste zwölf Gemeinden im Arrondissement Saint-Flour; sein Hauptort (frz.: chef-lieu) war Chaudes-Aigues.

## Geschichte
Der Kanton wurde am 4. März 1790 im Zuge der Einrichtung der Départements als Teil des damaligen „District de Saint-Flour“ gegründet. Mit der Schaffung der Arrondissements am 17. Februar 1800 wurde der Kanton dem Arrondissement Saint-Flour zugeordnet und neu zugeschnitten. Die landesweiten Änderungen in der Zusammensetzung der Kantone brachten im März 2015 seine Auflösung.

## Gemeinden
| Gemeinde                     | Einwohner (Stand: 2022) | Code postal | Code Insee |
| ---------------------------- | ----------------------- | ----------- | ---------- |
| Anterrieux                   | 122                     | 15110       | 15007      |
| Chaudes-Aigues               | 814                     | 15110       | 15045      |
| Deux-Verges                  | 53                      | 15110       | 15060      |
| Espinasse                    | 79                      | 15110       | 15065      |
| Fridefont                    | 95                      | 15110       | 15073      |
| Espinasse                    | 79                      | 15110       | 15065      |
| Jabrun                       | 155                     | 15110       | 15078      |
| Lieutadès                    | 171                     | 15110       | 15106      |
| Maurines                     | 104                     | 15110       | 15121      |
| Saint-Martial                | 71                      | 15110       | 15199      |
| Saint-Rémy-de-Chaudes-Aigues | 121                     | 15110       | 15209      |
| Saint-Urcize                 | 449                     | 15110       | 15216      |
| La Trinitat                  | 51                      | 15110       | 15241      |